# Carrión de Calatrava (kommunhuvudort)
Carrión de Calatrava är en kommunhuvudort i Spanien.   Den ligger i provinsen Provincia de Ciudad Real och regionen Kastilien-La Mancha, i den centrala delen av landet, 160 km söder om huvudstaden Madrid. Carrión de Calatrava ligger 618 meter över havet och antalet invånare är 2 669.
Terrängen runt Carrión de Calatrava är platt. Runt Carrión de Calatrava är det ganska glesbefolkat, med 32 invånare per kvadratkilometer. Närmaste större samhälle är Ciudad Real, 10,3 km väster om Carrión de Calatrava. Trakten runt Carrión de Calatrava består till största delen av jordbruksmark.